# Chav

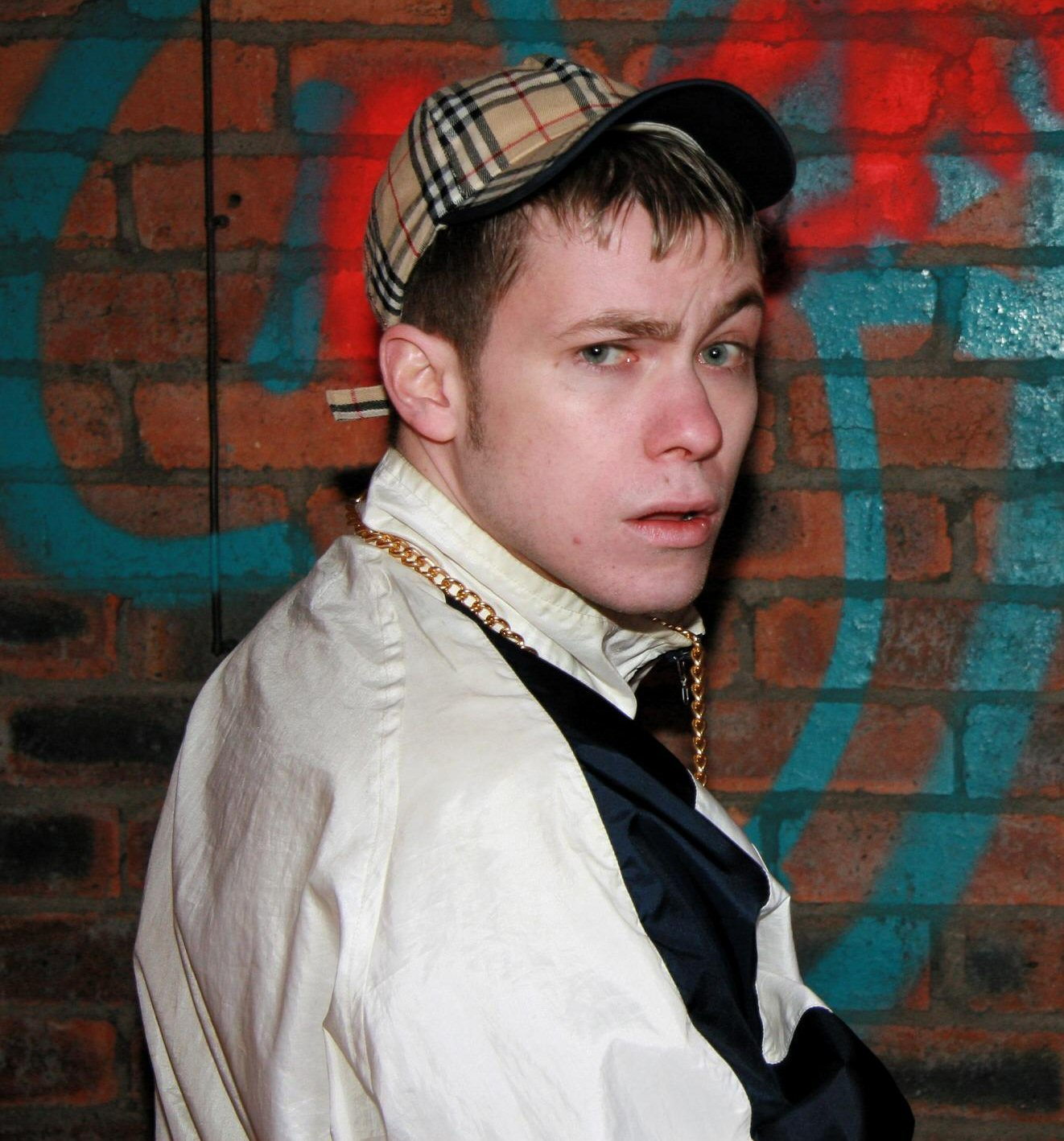
Il comico Neil Bratchpiece in The Wee Man, uno stereotipato personaggio chav

Chav (AFI: [ˈtʃæv]) (charver in alcune parti dell'Inghilterra settentrionale) è un epiteto dispregiativo utilizzato in Gran Bretagna per descrivere un particolare stereotipo di giovani con comportamenti anti-sociali che indossano abiti sportivi. Il termine è diventato di uso comune nel primo decennio del XXI secolo tra i mass media britannici per riferirsi a una subcultura giovanile antisociale in voga nel Regno Unito. L'Oxford English Dictionary definisce chav come un termine dispregiativo britannico, che ha il significato di "giovane individuo della classe più bassa della società che mostra comportamenti insolenti e rozzi e indossa abiti firmati siano essi originali o falsi". Il termine derivato chavette viene usato in riferimento al sesso femminile, e gli aggettivi chavvy, chavvish e chavtastic vengono adoperati in relazione a oggetti disegnati o adatti all'uso dei chav.

## Etimologia
Le opinioni circa l'origine del termine divergono. Chav potrebbe avere origine dalla parola romaní chavi, che significa "bambino". La parola chavvy esiste almeno dal XIX secolo; il lessicografo Eric Partridge la menziona nel suo dizionario di inglese gergale e non-convenzionale del 1950, indicando il 1860 (circa) come data di origine.
L'Oxford English Dictionary ha registrato l'utilizzo del termine, con l'attuale significato dispregiativo, per la prima volta nel 1998 su un gruppo di discussione online e, successivamente, nel 2002 su un quotidiano. Nel 2004 il termine venne eletto parola dell'anno dalla Oxford University Press. Al 2005, il lemma è diventato diffuso nel suo uso in riferimento a un tipo di gioventù antisociale e ineducata, che indossa gioielli appariscenti, scarpe da ginnastica bianche, cappellini da baseball e abiti griffati contraffatti; le ragazze sogliono mostrare la pancia.
Nel suo libro del 2011, Chav: La demonizzazione della classe operaia, Owen Jones deduce che il termine sia un attacco ai poveri. Nel libro del 2010 Stab Proof Scarecrows di Lance Manley, si supponeva che "chav" fosse un'abbreviazione per council housed and violent (in italiano "residente in case popolari e violento"). Questa supposizione è considerata da più parti come un acronimo inverso, un acronimo creato ad arte in modo che le lettere coincidano con quelle di una parola esistente. Quest'interpretazione della parola è stata usata nel 2012 in una dichiarazione pubblica dal rapper Plan B, pronunciandosi contrario all'uso del termine.
Nel 2013 il linguista David Crystal ha detto su BBC Learning English:

"La gente parla di "comportamento da chav" o "insulti da chav" e cose del genere. Oh, non si creda alle etimologie popolari che si possono leggere talvolta sulla stampa e sui siti internet. L'altro giorno, ho sentito persone dire: "È un acronimo, "chav", da "council house and violent". Beh, no, non lo è, è stato inventato in tempi recenti."

In "Indexing 'Chav' on Social Media: Transmodal Performances of Working-Class Subcultures" (2022), Emilia Di Martino mostra che gli usi recenti di chav, in particolare sui social media, lasciano intuire una evoluzione semantica del termine. Il significato offensivo non cattura oggi pienamente la complessità del termine. Di Martino sostiene che equiparare 'chav' esclusivamente ad “underclass” trascura le sfumature implicite nelle tante diverse performance di identità chav.